# Макаров Леонід Олексійович
Леоні́д Олексі́йович Мака́ров (30 жовтня 1934, Ленінград) — розвідник. Генерал-майор. Начальник Першого управління Комітету державної безпеки при Раді Міністрів Української РСР (1984—1989).

## Життєпис
Народився 30 жовтня 1934 в Ленінграді в робітничій сім'ї. У 1953 році закінчив Ленінградський хіміко-комунальний технікум.
У 1955 році закінчив школу КДБ № 505 (Тбілісі).
Довгий час працював в УКДБ по Ленінградській області. Службу розпочав на посаді розвідника 3-го відділення 7-го відділу УКДБ. З вересня 1956 року — слухач Інституту іноземних мов КДБ. Після його закінчення в 1960 р працював в 2-му відділі УКДБ (контррозвідка) на посадах молодшого оперуповноваженого та оперуповноваженого.
C червня 1961 року працював у розвідці: оперуповноважений 1-го відділу УКДБ. Надалі навчався в школі № 101 КДБ. Після її закінчення в 1964 р повернувся в Ленінград на посаду старшого оперуповноваженого 1-го відділу УКДБ.
З 1968 року працював в ПГУ КДБ при СМ СРСР: старший оперуповноважений, помічник начальника відділу, начальник напрямку і начальник відділу.
У 1977—1981 рр. — резидент КДБ в Осло.
З липня 1984 по серпень 1989 рр. — начальник 1-го Управління КДБ Української РСР.
У 1989—1991 рр. — Начальник 1-го відділу ПГУ КДБ СРСР.
У 1991 році — начальник Служби «А» ПГУ КДБ СРСР.

## Нагороди та відзнаки
- нагрудний знак «Почесний співробітник держбезпеки» (1984),
- медаль «За бездоганну службу» 3-го ступеня (1963),
- медаль «За бездоганну службу» 2-го ступеня (1968),
- медаль «За бездоганну службу» 1-го ступеня (1973),
- Грамота Президії ВР УРСР (1986)